# Opera Mobile Store
Opera Mobile Store — кросплатформовий магазин мобільних програм для власників мобільних телефонів, а також система цифрової дистрибуції, яка надає можливість продажу та розповсюдження застосунків розробникам на різних платформах. Компанія Opera Software, власник браузерів Opera, Opera Mobile і Opera Mini, розпочала проект у березні 2011 року. 19 вересня 2011 року, після придбання компанії Handster Inc., Opera Mobile Store був перезапущений на новій платформі. Сервіс дозволяє користувачам скачувати мобільні програми для більш ніж 7000 моделей телефонів на платформах Android, Java, BlackBerry, Symbian, Windows Mobile й iOS.
За статистикою в серпні 2011 року користувачі Opera Mobile Store завантажували більше 1 мільйону програм на день. Щоб потрапити на сторінку магазину, треба перейти за гіперпосиланням у логотипі Opera Mobile Store, який розміщено на стартовій сторінці та в експрес-панелі браузерів Opera Mini й Opera Mobile, впроваджених на більш ніж 100 мільйонах ґаджетів в світі. Використовуючи браузер мобільного телефону або комп'ютера, користувачі також можуть відвідати сайт Opera Mobile Store за адресою http://apps.opera.com/ [Архівовано 19 січня 2013 у WebCite], програмне забезпечення якого одразу надсилає користувача на локалізований для певної країни магазин. 

Більш ніж 86% Android-програм та ігор для мобільних пристроїв на Opera Mobile Store безкоштовні. Середнє співвідношення безкоштовних та платних програм за всіма платформами становить 70% і 30% відповідно. Програми систематизовані за 14 категоріями, в тому числі: ігри, бізнес-програми, соціальні медіа, електронні книги та інше.

## Кількість завантажених користувачами програм
В офіційному прес-релізі Opera Software зазначено, що на 27 лютого 2012 року Opera Mobile Store кожного місяця відвідувало понад 30 мільйонів користувачів, які завантажували більш ніж 45 мільйонів програм у місяць. На початок грудня 2012 року кількість відвідувачів досягла 50 мільйонів на місяць.

### Найпопулярніші програми
Перелік топ-100 популярних програм складаються на базі результатів голосування користувачів Opera Mobile Store для кожної країни окремо. Мобільні застосунки, які мають найвищу оцінку, розподіляються на 14 категорій: від бізнес-програм до ігор, — й визначаються окремо для кожної платформи, що підтримується в Opera Mobile Store.

#### Топ-20 найпопулярніших платних й безкоштовних програм за всіма країнами, платформами та категоріями(дані наведені за грудень 2012)[5]
| позиція | програма             |
| ------- | -------------------- |
| 1       | Skype                |
| 2       | Angry Birds          |
| 3       | Cut the Rope         |
| 4       | Opera Mini           |
| 5       | Друг Вокруг          |
| 6       | Twitter              |
| 7       | Fruit Ninja Kaka     |
| 8       | Evernote             |
| 9       | eBuddy               |
| 10      | Nimbuzz Messenger    |
| 11      | Super Zuma           |
| 12      | Farm Frenzy          |
| 13      | Wiki Encyclopedia    |
| 14      | Need for Speed       |
| 15      | Hollywood Hospital 2 |
| 16      | Words with Friends   |
| 17      | Contract Killer HD   |
| 18      | ICQ                  |
| 19      | Doodle Jump          |
| 20      | Lokata               |

## Оцінка програм
На даний момент, Opera Mobile Store самостійно не оцінює жодну програму — команда, що обслуговує OMS, розглядає завантажену програму, підтверджує або відхиляє її, засновуючись на факті прийнятності програми для широкої аудиторії. Програми з сумнівним змістом не приймаються до Opera Mobile Store, одним з прикладів таких застосунків є програми з контентом для дорослих.

## Процес завантаження програми
Реєстрація розробників і публікація програм в Opera Mobile Store безкоштовні. За угодою з Opera Software розробник отримує 70 % чистого прибутку від продажу розміщеної в магазині платної програми на платформах Android, BlackBerry, Windows Mobile та Symbian, для Java-програм частка доходу від продажу становить 50 %.

## Процес підтвердження програми
У процесі публікації всі програми проходять премодерацію. Команда Opera Mobile Store проводить тестування базової функціональності на всіх платформах і пристроях, зазначених розробником в процесі подачі заявки.

## Конкурс «Opera Top App Awards»
Щороку Opera Mobile Store проводить конкурс серед розробників програм — Top Apps Awards. Програма-переможець визначається для кожної окремої категорії за допомогою голосування користувачів Opera Mobile Store. Переможці для кожної з представлених в магазині платформ визначаються окремо.

## Схожі сервіси
- Amazon Appstore
- Apple App Store
- BlackBerry App World
- Google Play
- Ovi Store
- PlayStation Store
- Samsung Apps
- Windows Phone Store